# 陆昌荣
陆昌荣（1926年—1975年），江苏南通如皋市如城镇人，中国人民解放军将领。
早年加入新四军通如纵队，1950年7月，被提任副连长。1951年1月，任200团尖子连连长。朝鲜战争期间，1953年，率领六连参加石砚洞北山战斗，并占领美军指挥所，镇守阵地六昼夜，使得志愿军最终占领此地。其评为一等功臣、二级战斗英雄。1964年，担任200团副团长。